# Eupithecia infumata
Eupithecia infumata là một loài bướm đêm trong họ Geometridae.